# Peter Kowalsky
Peter Kowalsky (* 16. März 1968 in Bad Neustadt an der Saale, Unterfranken) ist ein deutscher Unternehmer.

## Leben
Er ist einer von zwei Söhnen der Brauerstochter Sigrid Peter aus ihrer ersten Ehe mit dem Brauingenieur Bernd Kowalsky und Anteilserbe der Ostheimer Privatbrauerei Peter-Bräu. Von 1989 bis 1995 studierte er am Wissenschaftszentrum Weihenstephan für Ernährung, Landnutzung und Umwelt der Technischen Universität München und schloss sein Studium als Diplom-Brauingenieur ab. Ab 1996 arbeitete er als technischer Leiter in der vor dem Konkurs stehenden Privatbrauerei in Ostheim.
Mit Brauerei-Anteilseigner, Braumeister und Stiefvater Dieter Leipold als Partner, dem zweiten Ehemann der Mutter und eigentlichen Erfinder, entwickelte Kowalsky das Öko-Brausegetränk Bionade. Ab 1997 war Kowalsky Geschäftsführender Gesellschafter der Bionade International GmbH, verantwortlich für die Forschung und Entwicklung sowie für Marketing und Vertrieb. Dieselbe Funktion und Aufgabe übte er von 2002 bis 2012 bei der Bionade GmbH aus.
2012 verkaufte die Familie Kowalsky ihre restlichen Anteile an Bionade an den Lebensmittelkonzern Radeberger. Seitdem stellt er sein Wissen im Rahmen der Initiative Sustainable Business Angels jungen Unternehmern zur Verfügung. Ziel der Initiative ist die Implementierung von Corporate Social Responsibility in die Struktur von Jungunternehmen.
Kowalsky lebt in Berlin, ist verheiratet und hat eine Tochter.

## Auszeichnungen
Von der Umweltorganisation WWF Deutschland und von der Zeitschrift Capital wurde Kowalsky im Jahr 2007 zum „Ökomanager des Jahres“ gewählt. Der Medienkonzern Axel Springer AG ehrte ihn als „Mittelständler des Jahres“.